# رومانوس آلیفانتیس
رومانوس آلیفانتیس (به انگلیسی: Romanos Alyfantis) (زادهٔ ۲۱ مارس ۱۹۸۶) شناگر اهل یونان است.